# 포르투세구루

포르투세구루의 위치

포르투세구루(포르투갈어: Porto Seguro)는 브라질 바이아주의 도시로 면적은 2,408km2, 높이는 4m, 인구는 140,000명(2006년 기준), 인구 밀도는 58명/km2이다.